# Margot Kalinke

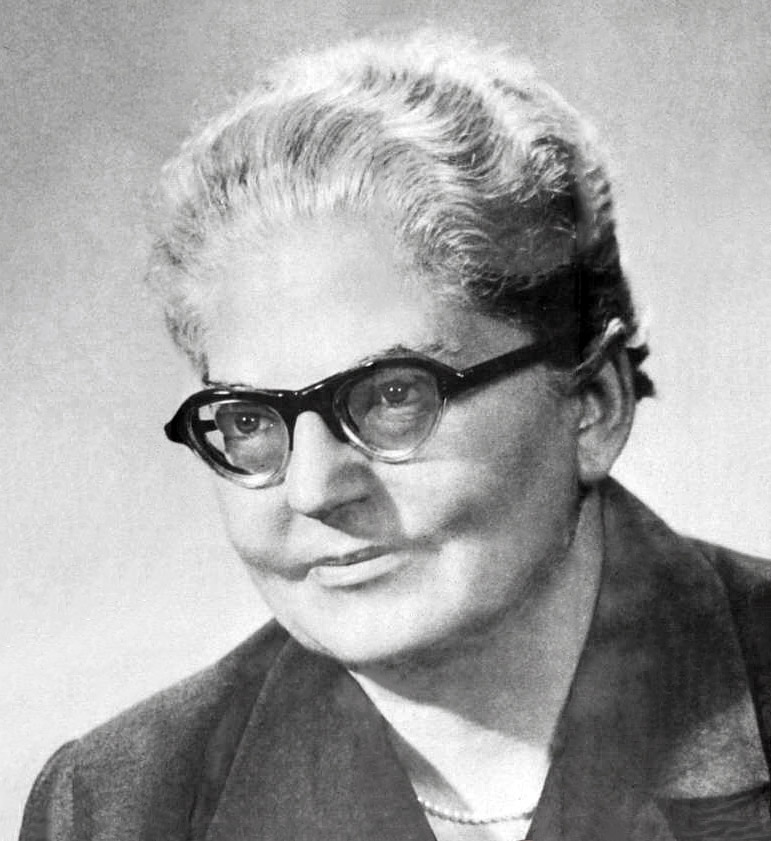
Margot Kalinke, 1965

Margot Kalinke (* 23. April 1909 in Bartschin bei Bromberg; † 25. November 1981 in München) war eine deutsche Politikerin (DP, CDU).

## Leben und Beruf
Sie besuchte das Deutsche Lyzeum in Bromberg. Nach der Oberprimarreife wurde Margot Kalinke wie viele andere Deutsche 1925 aus Polen ausgewiesen. Sie besuchte anschließend die höhere Handelsschule in Goslar und wurde ab 1927 als kaufmännische Angestellte im Bereich der Sozialversicherung tätig. Bis 1933 engagierte die sich ehrenamtlich bei den Christlichen Gewerkschaften sowie im Verband der weiblichen Handels- und Büroangestellten. Anschließend ging sie in die freie Wirtschaft. Von 1939 bis 1946 war sie Geschäftsführerin bei einer Krankenversicherung in Hannover und von 1947 bis 1952 beim Verband der Angestellten-Krankenkassen in Hamburg. Sie gehörte 1946 zu den Mitbegründerinnen des Verbandes Weiblicher Angestellter (VWA), in dessen Vorläuferorganisation, dem Verband der weiblichen Handels-Büroangestellten, sie schon vor 1933 ehrenamtlich tätig gewesen war. Von 1949 bis zu ihrem Tode war sie Vorsitzende des VWA. 1953 bis 1974 war sie Leiterin des sozialpolitischen Büros der privaten Krankenversicherungen. Sie gehörte zeitweise dem Vorstand der Bundesversicherungsanstalt für Angestellte an und war in den 1950er Jahren Mitglied des Beirates für die Neuordnung der sozialen Leistungen beim Bundesminister für Arbeit.

## Politik
Bis 1945 war Margot Kalinke in der NS-Frauenschaft.
1946 schloss sie sich der Deutschen Partei an und gehörte von 1946 bis 1949 dem niedersächsischen Landtag an. 1947/48 war sie Mitglied des Zonenbeirates.
Von 1949 bis 1953 und vom 3. Juni 1955, als sie für Heinrich Hellwege nachrückte, bis 1972 gehörte sie dem Deutschen Bundestag an. Bei der Bundestagswahl 1957 gewann sie den Wahlkreis Celle aufgrund einer Wahlabsprache der DP mit der CDU direkt. Dass Kalinke als Zugezogene aus dem Osten als Direktkandidatin aufgestellt wurde, löste 1957 innerparteiliche Proteste aus und wurde von alteingesessenen konservativen Mitgliedern an der Basis als „untragbar“ empfunden. Ansonsten zog sie über die niedersächsische Landesliste der DP ins Parlament ein.
Gemeinsam mit Ernst Farke vertrat sie in der Zeit ihrer Zugehörigkeit zur DP deren Arbeitnehmerflügel im Parlament. Von September 1955 bis 1957 war sie stellvertretende Vorsitzende des Bundestagsausschusses für Fragen der öffentlichen Fürsorge. Von 1957 bis zu ihrem Parteiaustritt am 1. Juli 1960 war sie stellvertretende Fraktionsvorsitzende der DP. Kalinke spielte eine entscheidende Rolle beim gemeinsamen Übertritt von 9 der damals 15 DP-Abgeordneten zur CDU.
Am 20. September 1960 trat sie nach kurzer Fraktionslosigkeit der CDU/CSU-Fraktion bei. Bei der darauffolgenden Wahl 1961 (und allen folgenden bis zu ihrem Ausscheiden 1972) wurde sie über die CDU-Landesliste wiedergewählt. Von 1969 bis 1971 war sie Landesvorsitzende der Frauenvereinigung der CDU in Niedersachsen.
Sie war auch von 1949 bis zu ihrem Tod Mitglied der Landsmannschaft Westpreußen.

## Gleichstellungspolitik
Margot Kalinke war – anders als die Mehrheit auch der Frauen in ihrer Partei – eine vehemente Gegnerin des sogenannten Stichentscheides in der Ehe, mit dem der Mann bei Streitfällen in allen die Ehegatten betreffenden Angelegenheiten seine Ansicht hätte durchsetzen können. Gemeinsam mit Elisabeth Schwarzhaupt (CDU) stimmte sie im Rechtsausschuss des Bundestages für den Änderungsantrag der FDP-Fraktion und sorgte damit für eine Niederlage der Regierungsfraktionen CDU/CSU, GB/BHE und DP. Das „Gesetz über die Gleichstellung von Mann und Frau auf dem Gebiet des bürgerlichen Rechts“ wurde am 18. Juni 1957 ohne diese diskriminierende Klausel verabschiedet.

## Würdigung
Eine Straße in München, wo Margot Kalinke ihre letzten Lebensjahre verbrachte, wurde im Jahr 1996 nach ihr benannt.